# Ruokosaari (ö i Södra Karelen, Villmanstrand, lat 60,98, long 27,68)
Ruokosaari är en ö i Finland. Den ligger i sjön Kivijärvi och i kommunen Luumäki i den ekonomiska regionen  Villmanstrands ekonomiska region  och landskapet Södra Karelen, i den södra delen av landet, 170 km nordost om huvudstaden Helsingfors. Öns area är 4,3 hektar och dess största längd är 480 meter i öst-västlig riktning.